# Ab Weegenaar
Ab Weegenaar (Groningen, 11 juni 1953) is een Nederlands fagottist en organist, die vooral bekendheid geniet als organist-titularis van de Bovenkerk te Kampen.

## Biografie
Ab groeit op in Groningen. Na zijn middelbare school ging hij naar het Stedelijk Conservatorium te Groningen.
Hij haalde aan het Stedelijk Conservatorium te Groningen het diploma Uitvoerend Musicus. Weegenaar studeerde bij Wim van Beek orgel en bij Kees van Eersel praktijkdiploma kerkmuziek. Bij de Hogeschool IDE te Gorinchem studeerde Ab Weegenaar in 2003 af voor koordirectie.

## Fagottist
Als fagottist was hij werkzaam bij het Noordelijk Filharmonisch Orkest en het Residentie Orkest. Vervolgens werd hij fagottist bij Het Gelders Orkest. Naar eigen zeggen door tijdgebrek, stopte hij hiermee.

## Organist

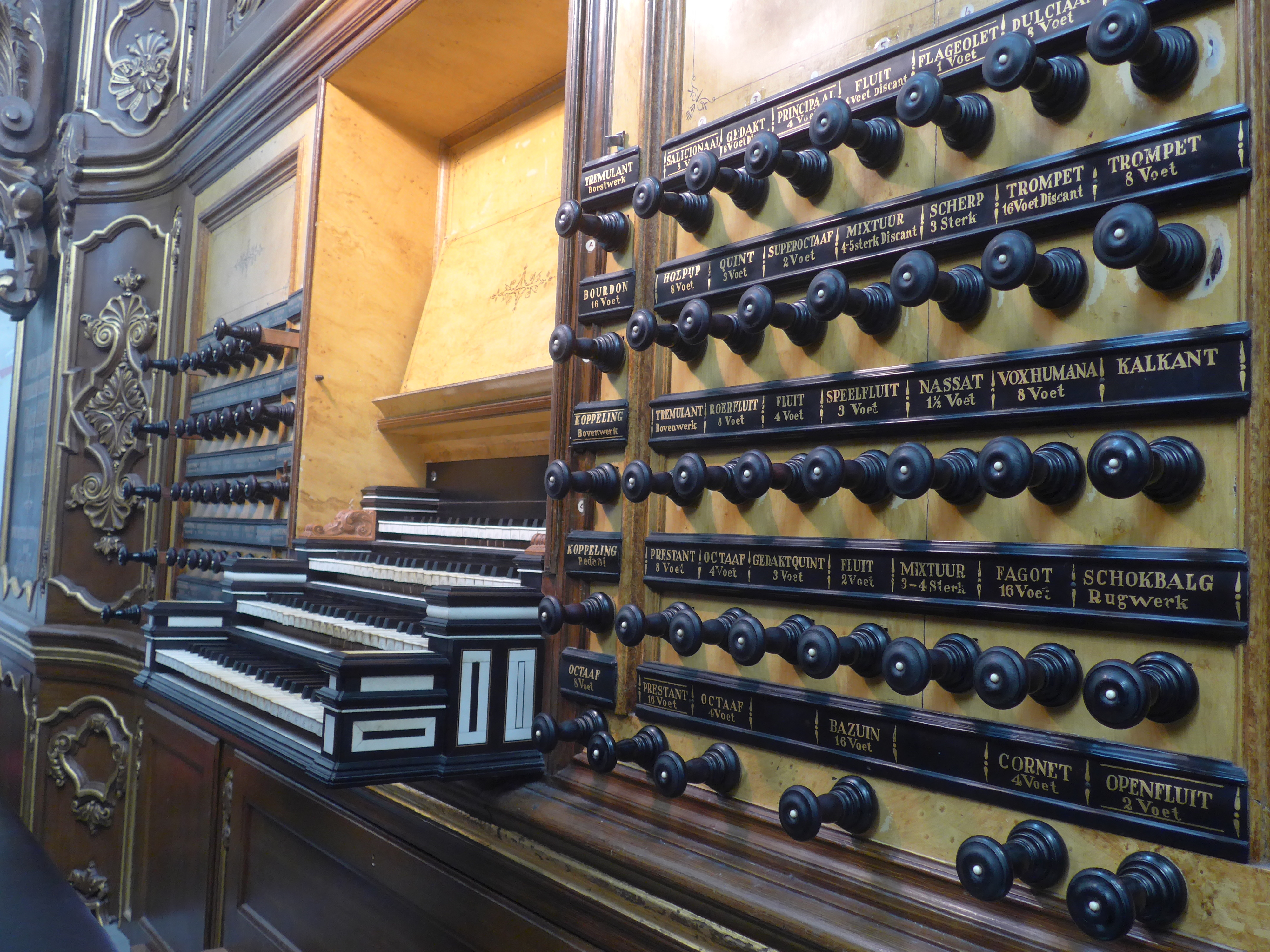
Ab Weegenaar is organist-titularis van het Hinsz-orgel in de Bovenkerk (Kampen).

Als organist was hij in het verleden verbonden aan kerken o.a. te Groningen, Leidschendam, Arnhem en Wageningen. In 1995 werd hij aangesteld als opvolger van Willem Hendrik Zwart tot organist-titularis van de Bovenkerk Kampen. In die functie is hij bespeler van het Hinsz-orgel uit 1742 en het Reil-orgel uit 1999. Daarnaast is hij dirigent van COV Dieren, het kamerkoor Cappella Campen (voorheen Bovenkerk Kamerkoor) en geeft hij orgelles aan zo'n 50 leerlingen vanuit het hele land. Hij geeft jaarlijks vele orgelconcerten in binnen- en buitenland. In 2005 maakte hij een reis naar Rusland, waar hij in Omsk twee concerten gaf.

## Uitgaven / discografie
In een bundel van de VOGG verscheen Psalm 22. Bij muziekuitgeverij Cantique in Rijssen verscheen van zijn hand een psalmbewerking van Psalm 5. Weegenaar heeft diverse cd's uitgebracht. Met Arthur Mahler (hobo) nam hij een cd op met stukken van Mozart die oorspronkelijk bedoeld waren fluit, viool en piano. Weegenaar werkte mee aan een DVD van Willem van Twillert (Improvisata I en II), opgenomen in de Bovenkerk in Kampen. De opnamen zijn tevens op zijn YouTube-kanaal te bekijken.